# Сейнт Айвс (Кеймбриджшър)
Сейнт Айвс (на английски: St Ives) е град в Югозападна Англия, на 515 км югоизточно от Лондон и на 34 км североизточно от Ландс Енд, най-прочутото рибарско селище в Югозападната част на Англия, с бели къщи струпани една връз друга. Той е и най-прочутата и влиятелна художествена колония във Великобритания заради художествените галерии и магазини за занаятчийски изделия. Галерията „Тейт“ открива тук свой клон през 1993 г. в представителна ротонда над морето с впечатляваща гледка от ресторанта на покрива ѝ. В нея са изложени произведения от школата на художници в Сейнт Айвс, главно от 1925 до 1975 г., подбрани от богатата колекция на централния музей.

## Личности
В Сейнт Айвс се намира дома и атилието на скулптурката Барбара Хепуърт, живяла тук със своя съпруг живописеца Бен Никълсън. Те спомагат за утвърждаването на това пристанищно градче като пазител на художниците авангардисти и абстракционисти през 30-те години на 20 век.

## История
Според легандата Крал Артур е роден и е давал приеми в близкия замък Тинтаджъл, чиито руини красят северния бряг на Корнуол, а под тях е пещерата Мерлин в подножието на стръмни скали.